# L'amore è (singolo Enrico Nigiotti)
L'amore è è un singolo del cantautore italiano Enrico Nigiotti, pubblicato il 24 novembre 2017 a seguito della fortunata partecipazione ad X factor. Il singolo, contenuto nell’ep L’amore è, viene successivamente certificato disco Multiplatino dalla Fimi per le oltre 100.000 Copie vendute certificate.